# François Albert Sarlande
François Albert Sarlande, né le 18 avril 1847 à Alger (Algérie) et mort le 30 août 1913 au château de La Borie à Champagnac-de-Belair (Dordogne), est un homme politique français.

## Biographie
Fils d'un maire d'Alger, il est licencié en droit et chef de cabinet du préfet des Bouches-du-Rhône, Charles Levert. Maire de Cantillac en 1875, il est député de la Dordogne, dans la circonscription de Nontron, de 1876 à 1881, inscrit au groupe bonapartiste de l'Appel au peuple. Il est battu en 1881 par François Alexis Alcide Dusolier. 
Il se retire de la politique et est élu d'abord comme conseiller municipal de Cantillac, puis de Champagnac-de-Belair.

## Famille
- Jean (Jules) Sarlande (1813-1888)[2],[3], riche négociant, maire d'Alger, a épousé en 1843 Geneviève Alexandrine Truffaut qui a alors 19 ans et dont le père est un entrepreneur du génie militaire :
  - Élisa Sarlande (1845-1846) ;
  - François Albert Sarlande (1847-1913), marié en 1878 avec Caroline Fathma Levert (1859-1945), fille d'Alphonse Charles Levert (1825-1899), préfet de l'Ardèche, puis d'Alger en 1860, de la Vienne en 1861, du Pas-de-Calais et des Bouches-du-Rhône entre 1866 et 1870, député bonapartiste du Pas-de-Calais entre 1872 et 1889[4], et d'Élise Canonne (1836-1923) ;
    - Jeanne Sarlande (1879-1962) mariée en 1907 avec René Savin d'Orfond (1877-1954) ;
      - Bernard Savin d'Orfond (1908-2000) ;
      - Jacques Savin d'Orfond (1909-1989) ;
      - Madeleine Savin d'Orfond (1911-1988) ;

    - Simone Sarlande (1882-1985), mariée en 1905 avec Bertrand Robert de Malet (1879-1949) ;
      - Arnaud de Malet (1906-1980) ;
      - Jacqueline de Malet (1907-1995) ;
      - Anne de Malet (1909-2005) ;
      - Madeleine de Malet (1912-2006) ;

    - Hélène Sarlande (1886-1972), sans alliance ;

  - Paul Jules Sarlande (1850-1853).

### Sources bibliographiques
- « François Albert Sarlande », dans Adolphe Robert et Gaston Cougny, Dictionnaire des parlementaires français, Edgar Bourloton, 1889-1891 [détail de l’édition]
- Gustave Vapereau, Dictionnaire universel des contemporains, Librairie Hachette, Paris, 1880, p. 49, 1619 (lire en ligne)
- Edouard Decoux-Lagoutte, M. Sarlande, ancien député de la Dordogne, dans Bulletin de la Société historique et archéologique du Périgord, 1913, tome XL, p. 316-318 (lire en ligne)
- Sylvie Guillaume et Bernard Lachaise (Université Bordeaux-Montaigne. Centre aquitain de recherches en histoire contemporaine), Dictionnaire des parlementaires d'Aquitaine sous la Troisième République, Talence, Presses Universitaires de Bordeaux, 1998, br, couv. ill.; 624, 24 cm (ISBN 2-86781-231-3 et 9782867812316, OCLC 468077217, BNF 37035405, SUDOC 045199868, présentation en ligne, lire en ligne), p. 120 et 121